# Gelis petraeus
Gelis petraeus är en stekelart som beskrevs av Schwarz 1998. Gelis petraeus ingår i släktet Gelis och familjen brokparasitsteklar. Inga underarter finns listade i Catalogue of Life.